# محمد بن حدو أعطار

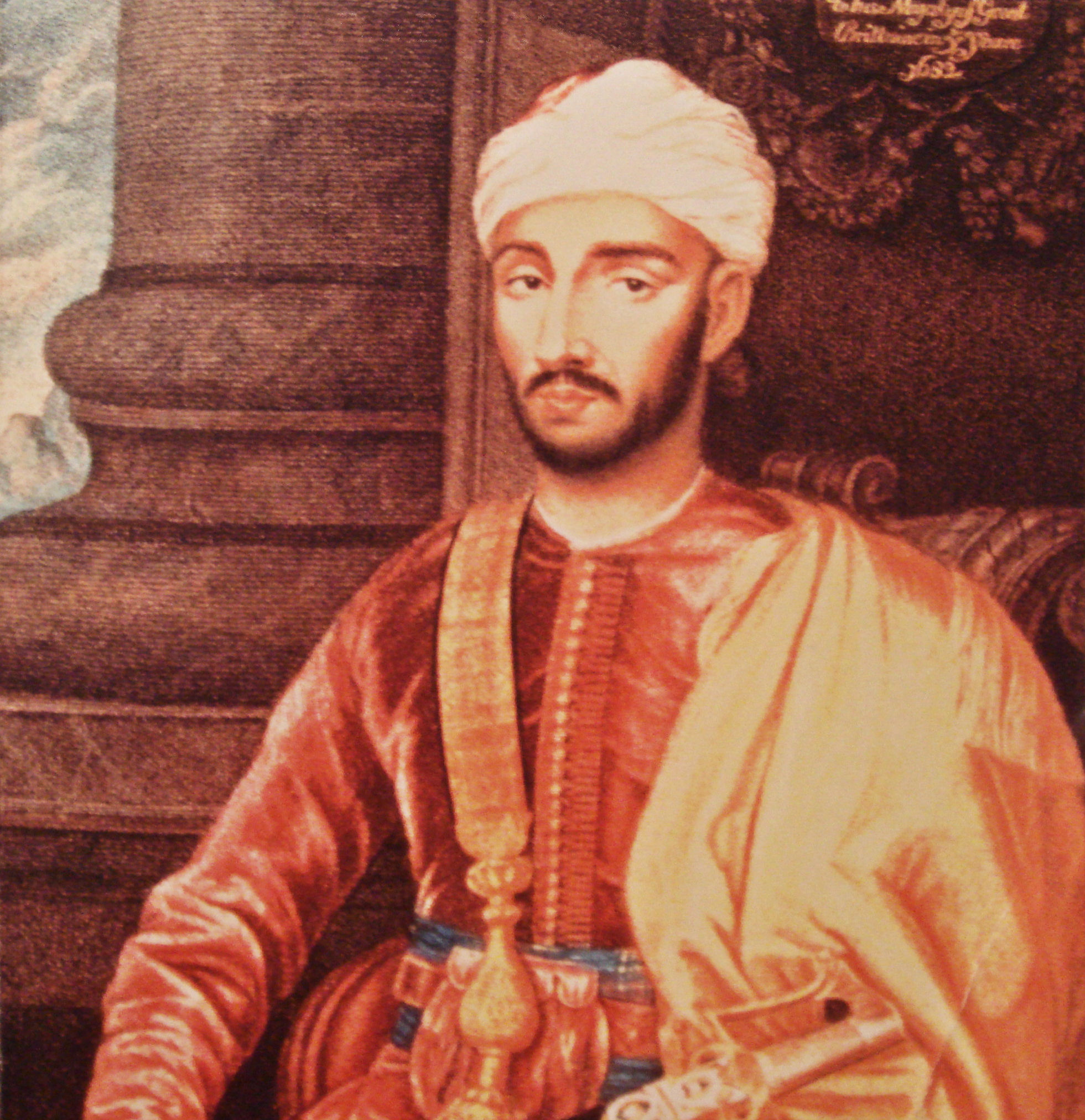
محمد بن حدو أعطار، سفير المغرب لدى بريطانيا العظمى عام 1682.

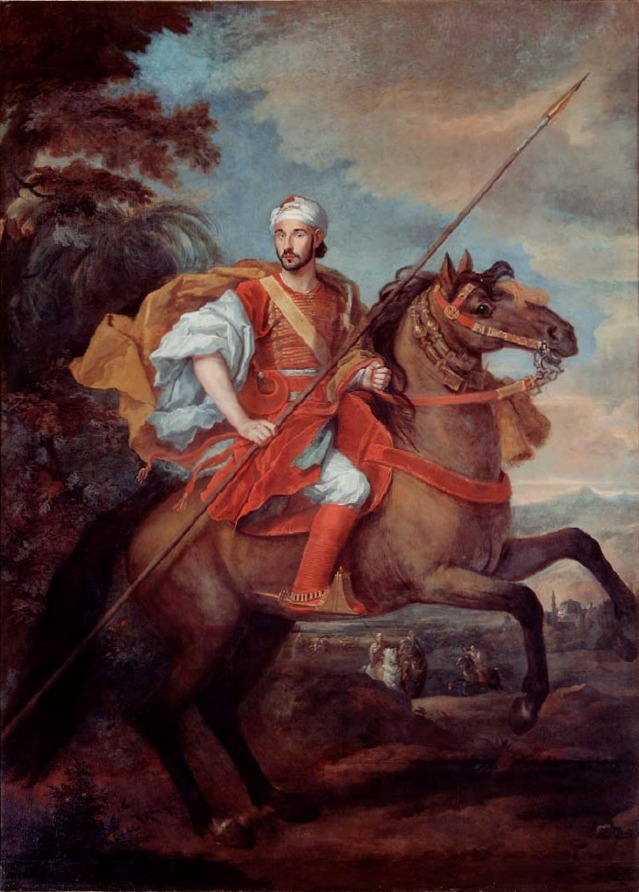
السفير بن حدو في هايد بارك، 1682.

محمد بن حدو أعطار من مدينة آسفي، كان سفيرًا مغربيًا أرسله مولي إسماعيل إلى بلاط شارل الثاني الإنجليزي في 1681-1682. وفقًا للمعلق الإنجليزي المعاصر جون إيفلين، كان ابن امرأة إنجليزية.
وصل محمد بن حدو إلى إنجلترا في 29 ديسمبر 1681، وغادرها في 23 يوليو 1682. وقد حظيت زيارته التي استمرت ستة أشهر إلى إنجلترا بتغطية كبيرة، ونشرت في جريدة لندن غازيت وكانت حتى موضوعًا لأشعار عرضية. زار أكسفورد وكامبريدج من بين العديد من الأماكن الأخرى وأصبح زميلًا في الجمعية الملكية في أبريل.
سجل جون إيفلين أنه كان «موضة الموسم»، وعلق عليه بأنه «شخص وسيم، مميز بشكل كبير وذو مظهر حكيم، رقيق ومهذب للغاية». في المسرح تصرف السفير «بتواضع ووقار شديدين». كانت صورته رائعة وهو يمتطي صهوة جواد في هايد بارك.
عاد محمد إلى المغرب بمشروع معاهدة سلام وتجارة لم يصادق عليها ملكه في النهاية بسبب القضايا العالقة المتعلقة بالوجود العسكري الإنجليزي في طنجة والأسرى الإنجليز في المغرب. كانت المفاهمات بداية لـ 40 عامًا من التحالف الإنجليزي المغربي المتقلب إزاء الصراعات الأوروبية، القضايا التجارية، قراصنة الساحل البربري ومبادلة الأسرى.
كتب السوسينيانيون الإنجليز رسائل لمحمد بن حدو ليحيلها إلى مولاي إسماعيل، جاء فيها أنهم يحمدون الله الذي «حفظ إمبراطورك وشعبه بالمعرفة التامة لتلك الحقيقة المرتبطة بإيمانكم بإله واحد مطلق التدبير، وليس له كفؤ [...] أو شركاء»، كما أشادوا بـ«محمد» لكونه «كارثة على أولئك المسيحيين الذين يعبدون الأوثان». ومع ذلك، فقد اشتكوا أيضًا من أن القرآن يحتوي على تناقضات من المفترض أنها نتيجة لتحريفه بعد وفاة محمد.
يبدو أن محمد بن حدو تزوج أثناء إقامته من خادمة إنجليزية.
شكلت سفارة محمد بن حدو بداية لأربعين عامًا من التحالفات المتقلبة بين البلدين.